# Matusán Béla
Matusán Béla (olykor Matisán vagy Matuzsán, Beregszász, 1887. január 28. – Moszkva, 1938. május 29.) vasmunkás, pártmunkás.

## Élete
1902-ben (más források szerint 1903-ban) belépett a Magyarországi Szociáldemokrata Pártba, majd pedig a vasasszakszervezetbe. 1915-ben Budapestre költözött, ahol a Schlick–Nicholson gyárban kezdett dolgozni. 1917-től részt vett az antimilitarista mozgalomban, 1918 tavaszán pedig a vasasszakszervezet fővárosi csoportjának vezetőségi tagja lett. 1918. november 24-én a KMP egyik alapító tagja volt. A Magyarországi Tanácsköztársaság alatt a IV. kerületi, illetve a Budapesti Központi Forradalmi Munkás- és Katonatanács tagja, áprilisban pedig a Jászságba, illetve Jászárokszállásra küldték mint a helyi munkástanácsok mellé kirendelt közigazgatási biztost. A bukás után 1919 végén a vasasszakszervezet győri kerületének titkáraként dolgozott, mígnem letartóztatták, s kitoloncolták Győr városából. Rövid időre Jugoszláviába emigrált, ahonnan visszatért, s 1920 őszétől kezdve Pécsett dolgozott, ahol a helyi szocialista párt titkára, illetve a kommunista emigrációt irányító 5-ös bizottság egyik tagja lett. A következő évben Ausztriába emigrált, ám decemberben a KMP vezetői megbízásából illegálisan visszatért Magyarországra. 1922-ben letartóztatták, ám a szovjet–magyar fogolycsere-akció keretein belül Szovjet-Oroszországba került. Az orosz fővárosban dolgozott mint vasmunkás, és a moszkvai magyar klub egyik vezetője, illetve titkára volt. 1938. március 16-án koholt vádak (kémkedés, szabotázs) alapján letartóztatták. 1938. május 19-én halálraítélték, s 10 nap múlva az ítéletet a butovói kivégzőhelyen végrehajtották. 1956. február 19-én rehabilitálták.